# 알베르트 셀라데스
알베르트 셀라데스 로페스(카탈루냐어: Albert Celades López, 1975년 9월 29일, 카탈루냐 지방 바르셀로나 ~)는 스페인의 전 축구 선수로, 현역 시절 수비형 미드필더였고, 현재 축구 감독이다.
전술적으로 영리한 선수이자 강력한 수비 본능을 지닌 선수로, 바르셀로나와 레알 마드리드에서 모두 활약한 선수로도 알려져 있으며, 12시즌에 걸쳐 223번의 라 리가 경기에 출전해 8골을 기록했고, 양 구단을 도합해 10번의 주요 대회 우승을 거두었다.
셀라데스는 스페인 국가대표팀의 일원으로 1998년 FIFA 월드컵에 참가했었다.

## 클럽 경력
카탈루냐 지방 바르셀로나 출신인 셀라데스는 7세에 바르셀로나를 떠나 안도라에 거주했으며, 바르셀로나 유소년부 출신이었다. 그는 1995-96 시즌에 1군 데뷔전을 치렀고, 프로 무대 1년차에 16경기 출장을 기록했는데, 카탈루냐 연고 구단은 라 리가를 3위로 마쳤다. 1군 차출에도 불구하고, 그는 2군에서 1년을 더 보냈다.
1997-98 시즌, 셀라데스는 주로 최후방 수비수로 활약해 36경기를 뛰었고, 루이 판 할이 이끄는 선수단은 4년 만에 리그 정상을 탈환했다. 그는 1997년 UEFA 슈퍼컵의 2경기에 모두 출전해 바르셀로나가 도르트문트에 3-1 승리르 거두도록 돕기도 했지만, 바르사가 국내 정상을 방어한 그 다음 시즌에 출전 기회가 줄어들었다.
셀타 비고에서 1년을 보낸 셀라데스는 레알 마드리드에 입단했는데, 마드리드는 1999년 11월 28일, 전 시즌에 1-0 결승골을 넣었던 상대였다. 4시즌에 걸쳐 적은 출장 기회만을 잡은 셀라데스는 리그를 2번 우승하고 2001-02 시즌의 UEFA 챔피언스리그를 우승해 자신의 이력서에 우승 경력을 추가했다. 그는 2003-04 시즌에 리그 1의 보르도로 임대되었었다.
2005년부터 2008년까지 셀라데스는 사라고사 소속이었다. 사라고사 1년차에 그는 구단의 코파 델 레이 결승행에 일조했고, 3시즌에 걸쳐 적지 않은 출전 기회를 잡았지만, 아라곤 연고의 구단은 2007-08 시즌에 강등되었고, 셀라데스 자신은 계약이 만료되면서 구단을 떠났다. 2009년 2월, 그는 메이저 리그 사커 뉴욕 레드불스의 시험 훈련에 참가했었고, 적극적으로 훈련에 협조한 그는 3월에 입단했다.
2009년 시즌이 끝나면서, 셀라데스는 2009년 10월 24일에 현역 은퇴를 선언했다. 그러나 2010년 초, 그는 같은 국적의 아구스틴 아란사발과 홍콩의 킷치에 입단했다. 두 선수 모두 시즌 도중에 열린 2010년 구정컵에 출전했다.

## 국가대표팀 경력
셀라데스는 스페인 국가대표팀 일원으로 4경기에 출전했고, 1998년 FIFA 월드컵에서 나이지리아전과 파라과이전에 두 번 교체로 출전했지만, 스페인은 조별 리그에서 일찍 떨어졌다.
그의 국가대표팀 첫 경기는 1998년 6월 3일, 산탄데르에서 열린 북아일랜드와의 친선경기로, 그는 선발로 출전해 90분을 소화해 4-1 승리를 공헌했고, 마지막 국가대표팀 경기는 2-1로 이긴 보스니아 헤르체고비나와의 2002년 FIFA 월드컵 예선 원정 경기로, 30분을 출전한 이 경기에서 2-1로 이겼다.
2014년 5월 7일, 훌렌 로페테기가 포르투로 떠나면서, 셀라데스가 신임 스페인 U-21 국가대표팀 감독으로 임명되었다. 10월, 전 대회 우승국인 스페인은 2015년 UEFA U-21 축구 선수권 대회 본선행을 놓고 세르비아와 펼친 플레이오프전에서 패했다. 카디스에서 당한 2차전의 1-2 패배는 35경기 만에 당한 첫 패배였다.

## 수상
바르셀로나
- 라 리가: 1997–98, 1998–99
- 코파 델 레이: 1996–97, 1997–98
- UEFA 컵위너스컵: 1996–97
- UEFA 슈퍼컵: 1997

레알 마드리드
- 라 리가: 2000–01, 2002–03
- 수페르코파 데 에스파냐: 2001
- UEFA 챔피언스리그: 2001–02

### 감독
2020년 6월 29일 기준
| 구단        | 취임            | 해임             | 기록 | 기록 | 기록 | 기록 | 기록 | 기록 | 기록 | 기록  |
| 구단        | 취임            | 해임             | 전   | 승   | 무   | 패   | 득   | 실   | 차   | 율 %  |
| ----------- | --------------- | ---------------- | ---- | ---- | ---- | ---- | ---- | ---- | ---- | ----- |
| 스페인 U-16 | 2013년 7월 1일  | 2014년 5월 7일   | 2    | 1    | 0    | 1    | 3    | 4    | -1   | 50.00 |
| 스페인 U-21 | 2014년 5월 7일  | 2018년 7월 18일  | 34   | 24   | 6    | 4    | 82   | 28   | +54  | 70.59 |
| 스페인 U-17 | 2017년 7월 1일  | 2017년 10월 26일 | 4    | 3    | 1    | 0    | 8    | 2    | +6   | 75.00 |
| 발렌시아    | 2019년 9월 11일 | 2020년 6월 29일  | 41   | 15   | 12   | 14   | 54   | 64   | −10  | 36.59 |
| 합계        | 합계            | 합계             | 81   | 43   | 19   | 19   | 147  | 98   | +49  | 53.09 |